# Симеон, Ксавье
Ксавье Симеон (нидерл. Xavier Siméon; род. 31 августа 1989, Брюссель, Бельгия) — бельгийский мотогонщик, чемпион мира по шоссейно-кольцевых мотогонок серии WSBK в классе Superstock 1000 (2009) и Европы в классе Superstock 600 (2006). Третий бельгиец в истории, одержал победу на этапе серии MotoGP (Гран-При Германии—2015).

## Биография
В сезоне 2016 года выступает в серии MotoGP в классе Moto2 за команду «QMMF Racing Team» под номером 19.